# عزیز الخنچاف
عزیز الخنچاف (انگلیسی: Aziz El Khanchaf؛ زادهٔ ۲۵ اوت ۱۹۷۷) بازیکن فوتبال اهل فرانسه است.